# You Lost Me
«You Lost Me» es una canción de la cantante estadounidense Christina Aguilera, tomada de su cuarto álbum de estudio, Bionic. Descrito por Aguilera como el «corazón del álbum», la canción fue escrita por la propia Christina Aguilera, Sia Furler y Samuel Dixon, quien también produce la canción. La canción líricamente habla de un hombre infiel, que ha dejado el mundo en vista de Aguilera como «infectado». Fue lanzada en la radio el 29 de junio de 2010 y el 6 de julio de 2010 en iTunes.
Tras el anuncio de que la canción sería sencillo oficial fue elogiada por su gran capacidad vocal. La cadena televisiva MTV dijo que él era el corazón del álbum. La revista Billboard comentó que la canción y el vídeo son los polos opuestos para el primer lanzamiento de Bionic, el sencillo «Not Myself Tonight». Comercialmente, el rendimiento de la canción era muy débil, convirtiéndose en su primer sencillo para no entrar en el Billboard Hot 100, pero logró posicionarse en el número 1 de la lista Billboard Hot Dance Club Play al igual que «Not Myself Tonight», que hasta ese entonces llevaba dos sencillos consecutivos en el número 1 y cinco número uno para ese entonces. En Israel, fue donde tuvo la mejor posición ubicándose dentro del top 10 de la lista principal del país. En los Países Bajos tuvo un éxito moderado, sin embargo logró entrar en el puesto número 91, y curiosamente en el 2012, dos años después logró volver entrar a las listas en el puesto 79.

## Antecedentes

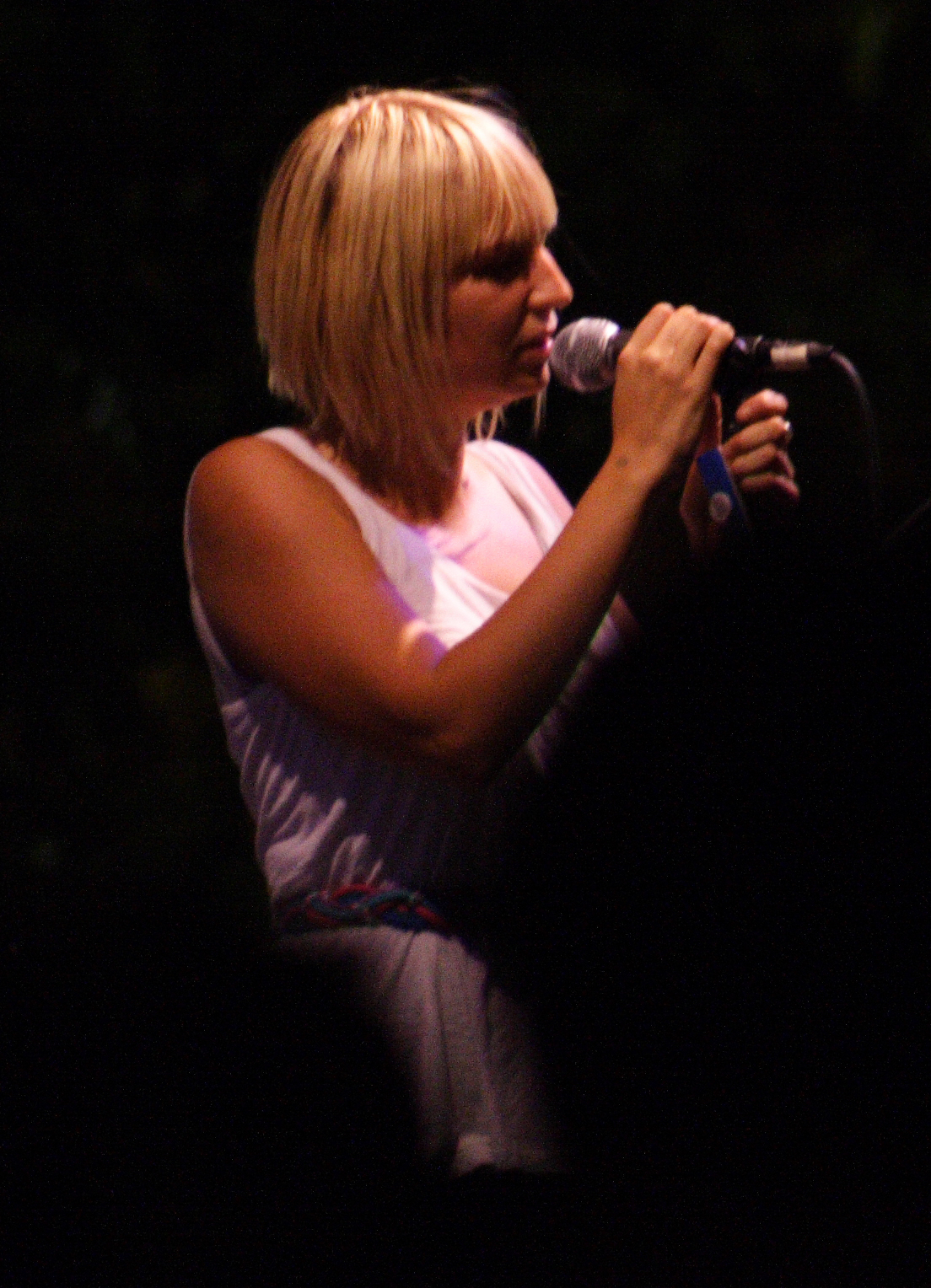
Sia (imagen) coescribió la canción con Christina Aguilera y Samuel Dixon

Sia informó que el equipo directivo de Christina Aguilera le contactó para hablar sobre la posibilidad de que ala dos artistas trabajaran juntas. La cantante dijo que "Christina tuvo un par de registros como Zero 7 y sabía que yo había escrito con y para Zero 7. Mi gestión era que ni siquiera sabía pronunciar su nombre! la llamaba 'Christine' con una 'e' al final en lugar de una 'a'. Apuesto a que molesta a su gente". Anteriormente esta colaboración, Sia había pedido a sus directores en contacto con Aguilera de colaborar en su pista "Death by Chocolate", sin embargo, no fue así. Aguilera dijo: "Definitivamente soy un fan de Sia. Me emocionó también quería trabajar en conjunto y, a su vez, era un fan mío". La gestión de Aguilera al contacto con Sia le preguntó si podían establecer una llamada telefónica entre ella y Aguilera, Sia declaró que "ella me llamó y yo le pregunté, ¿qué quieres?, básicamente".
Sia entonces ha sido incluida en una lista de sus artistas favoritos para el álbum Bionic. Aguilera a Sia preguntó si deseaba llevar a alguien a su primera sesión de grabación que Sia hizo. Después de contactar a Sia con ella regularmente coguionista y el bajista Samuel Dixon que escribió cuatro canciones para Bionic: «All I Need», «I Am», «Stronger Than Ever» y «You Lost Me», con este último se describe como la "El corazón del álbum". Después de la colaboración, Sia, dijo: "Ella estaba emocionada de ir a trabajar con los artistas que ama, hay una idea errónea de que ella es una especie de persona de América del medio, pero ella es un poco inconformista... Vuelve a su casa y se sienta junto al fuego con un poco de vino, y lo que está jugando en el equipo de sonido? The Knife y Arthur Russell. Ella no escucha a la música pop". «You Lost Me» fue anunciado como el segundo sencillo de Bionic, el 22 de junio de 2010. Su portada se reveló tres días más tarde a través de su página web oficial. Becky Bain de Idolator dijo que la portada sigue siendo letra de «Paparazzi» de Lady Gaga canción de 2009.

## Lanzamiento
El sencillo fue lanzado en las radios de Estados Unidos el 29 de julio de 2010 mientras que su CD-Single será lanzado en el mes de julio. En Reino Unido según MTV UK: Contradiciendo el rumor del lanzamiento de «I Hate Boys» para el mercado internacional, MTV UK acaba de anunciar que «You Lost Me» también sería single en Inglaterra, pero la canción se lanzaría en septiembre.
- MTV.co.uk. argumento: "La balada «You Lost Me» será lanzada en septiembre. Christina Aguilera anunció que su próximo single en Inglaterra, que se desprenda de Bionic será «You Lost Me». La balada, la cual será re-mezclada para su lanzamiento como single, ha sido descrita por Christina en su sitio oficial, como el “corazón” del disco."

### Controversia
La especulación sobre el segundo sencillo oficial de Bionic empezó por «WooHoo», pero al revelarse que la filtración del tema hacia Internet y por iTunes no se debía a un single (sencillo) oficial sino únicamente un sencillo promocial, después de esto siguieron las especulaciones, pero esta vez tomó más fuerza que «You Lost Me» era el segundo single oficial. El 21 de junio de 2010 se dio a conocer que «You Lost Me» sí es el siguiente sencillo. La canción ha sido recibida por la crítica en su totalidad como un alivio a comparación de su antecesor «Not Myself Tonight», la canción demuestra que Aguilera es aún la voz que puede dominar el cielo y que gratifica al ser escuchada (All Music Blog).

## Vídeo musical
El vídeo musical del single se rodó a finales del mes junio. Fue dirigido por Anthony Mandler, quien también produjo el concepto que describe diciendo: "Desde las primeras claves de la apertura de la pista, sabemos que estamos a punto de ver algo que se va a mover y transformarnos. Al final, hemos viajado a través del mundo de Christina. Uno que es física, mental y espiritualmente cargado pero nada es lo que parece. Todo está fracturado y en evolución, que se hunde tan frágil". Aguilera afirmó que el vídeo no se desnuda de nuevo a diferencia del anterior vídeo musical «Not Myself Tonight». Aguilera dijo: "Me encanta una gran producción y algunos de mis estilos de maquillaje elaborados entiendo totalmente apagado, pero esta canción en particular fue realmente importante que debo interpretar la simplicidad de la emoción cruda que tiene lugar en el canción en sí y no cualquier tipo de teatralidad involucrados". En el vídeo musical, hay escenas que muestran una habitación vacía con colchones con fundas de almohada quemada, y en cuanto al coro de la sección de vídeo, siempre que la letra "Parece que nuestro mundo está infectado "se llevan a cabo", Aguilera afirmó que "eso es exactamente lo que queríamos incorporar en la visión de la canción", explicó: "Estoy siendo literalmente desgarrado. Cuando tomo mi camisa es un momento en el que digo estoy tomando el control de la situación, estoy perdiendo la piel". El vídeo fue estrenado el 21 de julio de 2010 en la cuenta oficial de VEVO en YouTube. Actualmente el vídeo musical cuenta con más de 93 millones de visitas.

### Trama

El vídeo musical de «You Lost Me» se estrenó a través de la cuenta de VEVO de Christina Aguilera.

Este vídeo musical se caracteriza porque no contiene contenido explícito dejando atrás la imagen demasiado promiscua de «Not Myself Tonight», en el vídeo se ve Christina con pelo rubio cobrizo, maquillaje natural, labios rojos y ropa negra (seguramente señalando tristeza), en un cuarto oscuro con primeros planos de su cara, mientras unas luces tenues la iluminan, seguido se despina y recorre el cuarto, un efecto como de entrar a otra habitación hace pasar a otra escena donde se ve acostada en un escenario como una cueva cuando se le corre el maquillaje ya que 3 lágrimas salen de sus ojos, acostada se ve que se lamenta y después hacen un primer plano de su cara de nuevo, seguido porque la cueva se ilumina de una luz amarilla y ella se sienta pero se acuesta de nuevo y entra en escena un hombre que la quiere levantar del suelo (la canción trata sobre una infidelidad, así que este hombre sería el infiel) pero ella se resiste, y el la sacude violentamente mientras ella se lamenta hasta que la logra levantar y ella lo empuja violentamente y se quita su blusa (tiene una abajo) y una luz muy brillante acompañada de unos destellos dorados la hacen pasar a otra escena pero esta vez ella canta con un poco más de energía y con una ropa igual a la negra, pero esta vez es blanca (señalando su recuperación de la infidelidad) se entrecruzan unos primeros planos de su cara en el cuarto oscuro mientras atrás se ve que ella se arrodilla en el cuarto con mucha luz y su ropa blanca, en la escena final se ve ella con la ropa blanca pero esta vez una luz azul muy brillante, dejando ver solo su cara, pero a medida que esa luz se atenúa se ve medio cuerpo y el vídeo finaliza cuando las luces se apagan y el vídeo se desvanece de afuera hacia dentro.

### Recepción crítica

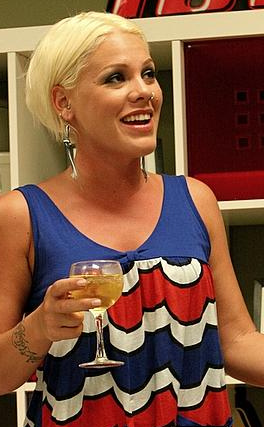
La cantante rebelde Pink comentó acerca de «You Lost Me», diciendo que amaba la canción.

- Billboard: Christina Aguilera llora y luce grandiosa haciéndolo en su nuevo video para la balada de piano «You Lost Me». Ambas, la canción y el vídeo son los polos opuestos para el primer lanzamiento de Bionic el sencillo «Not Myself Tonight», representando algo así como el regreso a su forma natural de la cantante.[14]

- Entertainment Weekly: Se le rompe el corazón a Christina Aguilera en su vídeo «You Lost Me». Su último vídeo tal vez no fue de lo más original, pero esta vez, Christina Aguilera tiene material de calidad en sus manos. La balada es acerca del engaño de su pareja que eventualmente la abandona. En el vídeo, Christina está como en un mundo de sueños. Empieza llorando en una habitación, luego se deja caer en algo como una cueva antes de alejar físicamente al infiel. No dejen de ver este vídeo dirigido por Anthony Mandler. Piensas que este vídeo es mejor que «Not Myself Tonight»?.[15]

Por otro lado, la cantante Pink comentó acerca de la canción desde su página Twitter: “Acabo de escuchar la nueva canción de Christina Aguilera y tengo que decir, maldición! esa chica sabe cantar. Amo esta canción.” Asimismo el cantante Adam Lambert desde su página de Twitter, el artista que lanzó su exitosa carrera tras la 8ª temporada de American Idol escribió: "El nuevo vídeo You Lost Me de Christina Aguilera es simplemente impresionante. Elegante y sobrio."

## Comercial
La canción obtuvo un éxito moderado. En los Estados Unidos, que debutó en Billboard Bubbling Under Hot 100 para la edición del 26 de junio de 2010, en el número 20. Sin embargo, la canción pasó cuatro semanas en la lista Billboard Adult Contemporary donde alcanzó el puesto número 28. Pero se obtuvieron mejores resultados en la lista Dance/Club Play Songs donde alcanzó el número 1 de dicha lista al igual que el sencillo anterior de Aguilera «Not Myself Tonight». La canción también llegó al número 153 en la lista de popularidad del Reino Unido por las ventas digitales después de la lanzamiento del álbum Bionic. Asimismo, se trazó en los Países Bajos durante una semana en el número 91, pero curiosamente en 2012 dos años después, se trazó de nuevo alcanzando el número 79. En Eslovaquia, la canción llegó en el Airplay donde pasó cuatro semanas en la lista, llegando al número 78. En Israel, alcanzó su punto máximo en el número 10.

## Presentaciones en vivo

Christina Aguilera se presentó en la final del concurso de canto American Idol para interpretar por primera vez la canción.

La canción fue estrenada el 26 de mayo de 2010 en la final de American Idol, acompañada por cuerdas "sombrías" y un piano, con el pelo recogido en chongos hacia atrás que figuran en la portada de Bionic, y con un "modesto conjunto negro", Aguilera comenzó suavemente, realizando la letra de la primera estrofa, después de lo cual MTV señaló que "tomó fuerza", como la música "se arremolinaba bajo ella". La sección media de la actuación de acuerdo con James Montgomery fue "lleno de humo y solemne", según Aguilera realizó notas "estiramiento" con los ojos cerrados y el brazo derecho extendido. Sus voces llegaron poco a poco más grande como la canción entró en el tramo final hasta que terminó con los "entrecortada" con la letra de «You Lost Me». El rendimiento reunió una gran ovación de la audiencia de American Idol, con MTV que dice "se hizo evidente que Aguilera todavía tiene la mercancía a ir en contra de nadie".
Aguilera interpretó la canción en The Today Show en un mini-concierto celebrado en la ciudad de Nueva York, sin embargo, el rendimiento no fue incluida en el especial de televisión. MTV respondió bien a la actuación diciendo que ella trajo un ambiente sutil y suave a su conjunto mientras cantaba la balada". El 11 de junio de 2010, Aguilera realizó una presentación en The Early Show, donde, entre otras novedades de Bionic, actuó «You Lost Me», de la que Robbie Daw de Idolator declaró que "la potencia vocal rubia se puso un parcial ver a través de abrigo y cantó canciones nuevas «Not Myself Tonight» y «You Lost Me». Aguilera realizó la pista en el Late Show con David Letterman. En la actuación, que contó con lápiz labial rojo que llevaba mallas diamante y un brillo blanco de estilo cut-out blusa, lleva con rojos brillantes tacones de aguja, con un micrófono brillante para igualar. Aguilera realizó de nuevo la canción como parte de su interpretación en VH1 Storytellers.

### Covers de otros cantantes
El cantante americano de R&B y Soul Marcus Canty, interpretó la canción en la primera temporada de la versión americana de The X Factor. La cantante canadiense-chipriota-Portugués Nikki Ponte realizó la canción en la tercera semana de la tercera temporada de The X Factor (Grecia). «You Lost Me» también estaba cubierto de una versión de estudio de The X Factor (Polonia series 2) por el semifinalista Ewelina Lisowska. La canción también se realizó en las audiciones de la cuarta temporada de The X Factor (Alemania) por el cantante español Alberto Bellido Márquez. La canción también fue cubierta por el The X Factor (Ucrania) por la semifinalista Vladyslav Kurasov en la segunda temporada de la serie.

## Posicionamiento
| Países         | Listas (2010)                    | Posición |
| -------------- | -------------------------------- | -------- |
| Bélgica        | (Ultratip Wallonia)              | 19       |
| Israel         | (Media Forest)                   | 10       |
| Países Bajos   | (Mega Single Top 100)            | 91       |
| Eslovaquia     | (IFPI)                           | 78       |
| Reino Unido    | UK Singles Chart                 | 153      |
| Estados Unidos | Hot 100 (Billboard)              | 120      |
| Estados Unidos | Hot Dance Club Songs (Billboard) | 1        |
| Estados Unidos | Adult Contemporary (Billboard)   | 28       |
| Países         | Chart (2012)                     | Posición |
| Países Bajos   | (Mega Single Top 100)            | 79       |

## Fecha de lanzamiento
| País            | Fecha                   | Formato                        | Disquera    |
| --------------- | ----------------------- | ------------------------------ | ----------- |
| Estados Unidos  | 6 de julio de 2010      | Digital download - Radio Remix | RCA Records |
| Estados Unidos  | 3 de agosto de 2010     | Digital remixes (individual)   | RCA Records |
| Alemania Europa | 3 de septiembre de 2010 | CD single                      | RCA Records |
| Reino Unido     | 18 de octubre de 2010   |                                | RCA Records |

## Versiones
| - Digital download 1. "You Lost Me" (Radio Remix) – 4:19 - Digital remix - Dub 1. "You Lost Me" (Hex Hector Mac Quayle Ghettohouse Dub) – 6:57 - Digital remix - radio edit 1. "You Lost Me" (Hex Hector Mac Quayle Ghettohouse Mix) – 3:37 | - Digital remix - club mix 1. "You Lost Me" (Hex Hector Mac Quayle Ghettohouse Extended Mix) - 6:53 - Sencillo en CD 1. "You Lost Me" (Radio Remix) – 4:19 2. "You Lost Me" (Hex Hector Mac Quayle Radio Edit) – 3:37 - Digital EP 1. "You Lost Me" (Radio Remix) – 4:19 2. "You Lost Me" (Hex Hector Mac Quayle Radio Edit) – 3:37 3. "Not Myself Tonight" (Laidback Luke Radio Edit) – 3:39 |